# 吉田美紀 (販売コンサルタント)
吉田 美紀（よしだ みき、1965年 - ）は、日本の販売スペシャリスト。オフィスよしだ株式会社代表取締役。
アパレル専門の富裕層・営業戦略コンサルタントとしてセミナー「吉田塾」を開催して活動している。

## 来歴
1965年、愛知県名古屋市名東区出身。
1998年4月、トリイに入社。2005年にトリイがAOKIに吸収合併されると、2006年から2011年まで全店舗で「コーディネート単価」「買上点数」「顧客数」「お褒めハガキ」の4項目についてトップを獲得し続け、AOKI社内の認定講師として販売員育成に従事、全国でAOKI社員向けスキルアップ勉強会を担当した。また、当時は紳士服店ではまだ珍しかったレディーススーツの販売のノウハウを確立した。
2012年7月にOFFICE YOSHIDAを設立し販売戦略コンサルタントとして独立、2016年7月1日にオフィスよしだ株式会社として法人化した。名古屋地域を中心に様々な業種向けに研修やセミナー等の講師として活動している。

## 著書
- お客様は読まないで。元大手紳士服専門店のNo.1販売員が磨き上げた本気の販売テクニック集（2015年4月6日、名古屋電子出版塾）
- 買わせる極意（2016年4月11日、講談社、ISBN 978-4-06-219922-3）[9]

## 出演
- ドデスカ!（2017年9月、メ〜テレ）